# نورمان فيشر (موظف مدني)
نورمان فيشر (بالإنجليزية: Norman Fisher)‏ هو موظف مدني أسترالي، ولد في 5 سبتمبر 1936 في ملبورن في أستراليا، وتوفي في 19 فبراير 1997.